# Pi1 Orionis
Pour les articles homonymes, voir Pi Orionis.
Désignations
Pi1 Orionis (π1 Orionis / π1 Ori) est une étoile de la constellation d'Orion. Distante d'environ ∼ 118 a.l. (∼ 36,2 pc) de la Terre, elle est visible à l’œil nu avec une magnitude apparente de 4,74. C'est une étoile blanche de la séquence principale chimiquement particulière, plus précisément de type Lambda Bootis.

## Environnement stellaire
Pi1 Orionis présente une parallaxe annuelle mesurée par le satellite Hipparcos de 28,04 ± 0,25 mas, ce qui permet d'en déduire qu'elle est distante de 118 ± 1 a.l. (∼ 36,2 pc) de la Terre. Elle s'éloigne du système solaire à une vitesse radiale de +11 km/s.
Deux compagnons de neuvième et treizième magnitudes lui sont recensés dans les catalogues d'étoiles doubles et multiples. Ce sont des compagnons purement optiques, dont la proximité apparente avec Pi1 Orionis n'est que fortuite.

## Propriétés
Pi1 Orionis est une étoile blanche de la séquence principale de type spectral A3 Va. Elle est classée comme une étoile de type Lambda Bootis, ce qui signifie que son spectre montre des abondances en éléments du pic du fer inférieures à la normale. C'est une étoile relativement jeune âgée d'environ 100 millions d'années. Elle tourne rapidement sur elle-même à une vitesse de rotation projetée de 120 km/s. Sa masse est près de deux fois supérieure à celle du Soleil et son rayon vaut 167 % le rayon solaire. L'étoile est 16,6 fois plus lumineuse que le Soleil et sa température de surface est de 8 611 K.
Pi1 Orionis présence un excès d'émission dans l'infrarouge, ce qui indique qu'elle possède un disque de débris en orbite. Sa température est de 80 K et il est localisé à une distance de 49 ua de l'étoile. Ses constituants ont une masse combinée qui est équivalente à 2,2 % de celle de la Terre.